# 重慶社會大學舊址
重慶社會大學舊址（陶行知舊居）位於重慶市市中區管家巷28號，原為古家院子，後辦社會大學，社會大學停辦後為明篤小學，現為市中區人民政府機關事務局辦公用地，原建築僅存一幢，1992年3月19日列為重慶市第二批市級文物保護單位，1994年被拆除。